# Claude Rajon
Claude Rajon, né le 2 juin 1866 en (Isère) et mort le 3 octobre 1932 à La Folatière (Isère), est un homme politique français.

## Biographie
Il est l'un des douze secrétaires du comité exécutif du Parti républicain, radical et radical-socialiste en 1904.

## Détail des fonctions et des mandats
Mandats locaux
- 31 juillet 1904 - : Conseiller général
- Vice-président du Conseil général de l'Isère

Mandats parlementaires
- 7 mars 1897 - 31 mai 1898 : Député de l'Isère
- 8 mai 1898 - 31 mai 1902 : Député de l'Isère
- 27 avril 1902 - 31 mai 1906 : Député de l'Isère
- 6 mai 1906 - 31 mai 1910 : Député de l'Isère
- 10 mai 1914 - 7 décembre 1919 : Député de l'Isère
- 12 juin 1921 - 6 janvier 1924 : Sénateur de l'Isère
- 6 janvier 1924 - 3 octobre 1932 : Sénateur de l'Isère